# Transavia
Transavia eller transavia.com är ett Nederlandsbaserat lågprisflygbolag som verkar som självständigt företag inom Air France-KLM-gruppen (Air France, KLM). Huvudbasen ligger på Amsterdam-Schiphols flygplats (AMS) i Amsterdam och Rotterdam-Haags flygplats (RTM) i Rotterdam är en annan hub. Transavia har både reguljära flygningar samt charterflyg.

## Historia
Flygbolaget grundades i slutet av 1965 som Transavia Limburg. Namnet ändrades 1966 till Transavia Holland och startade flygningarna den 17 november samma år. 1986 ändrades namnet till Transavia Airlines och var det första flygbolaget som fick rättigheter att flyga mellan Storbritannien och Nederländerna. Transavia startade sin första linje från Amsterdam till London Gatwick den 26 oktober 1986.
Under 1991 sålde flygbolagets största aktieägare, Nedlloyd, 80% till KLM. 1998 blev Transavia det första utländska flygbolaget som flög inrikes i Grekland genom en ändring i den grekiska flyglagen. I juni 2003 fick KLM de ytterligare 20 procenten av Transavia vilket gjorde att KLM nu stod som helägare. Sammanslagningen av Air France och KLM gjorde Transavia till ett helägt dotterbolag till Air France-KLM.
I det tidiga 2000-talet var Transavia främst ett charterbolag med ett lågprisdotterbolag kallat Basiq Air. För att stärka samarbetet mellan Basiq Air och Transavia ändrade företaget namn till transavia.com den 1 januari 2005.
Transavia valde Köpenhamn som sin tredje bas, efter Amsterdam och Rotterdam, och baserade en Boeing 737-800 där från den 1 november 2006, men denna bas är nu nedlagd. Flygbolaget har också en bas på Paris-Orly flygplats där de har 4 Boeing 737-800-plan baserade. I samarbete med Transavia skall Air France starta ett charter/lågprisbolag som också kommer att vara baserat på denna flygplats och kommer att börja flyga under våren 2007 med linjer till Medelhavet och Nordafrika. Det tros att Air France Soleil kommer låna några av Transavias Boeing 737:or för sina flygningar. Detta gör också att Transavia är "delägare" till 40%, medan Air France har de resterande 60%.

## Destinationer
- Danmark: Köpenhamn
- Frankrike: Ajaccio, Toulon, Nice, Pau, Montpellier
- Grekland: Aten, Heraklion, Korfu, Kos, Mykonos, Preveza, Rhodos, Santorini, Samos, Thessaloniki, Kalamata
- Flag of Iceland.svg|border :Island: Reykjavik
- Italien: Catania, Genua, Lamezia Terme, Milano, Neapel, Olbia, Pisa, Rom, Venedig, Verona
- Malta: Malta
- Marocko: Agadir
- Nederländerna: Amsterdam, Eindhoven, Rotterdam
- Portugal: Faro, Funchal, Lissabon
- Spanien: Alicante, Almeria, Barcelona, Fuerteventura, Girona, La Palma, Lanzarote, Las Palmas, Malaga, Madrid, Palma de Mallorca, Sevilla, Teneriffa, Valencia
- Storbritannien: London, Glasgow
- Turkiet: Antalya, Bodrum, Dalaman, İzmir
- Tyskland: Berlin
- Österrike: Innsbruck, Salzburg

## Flotta

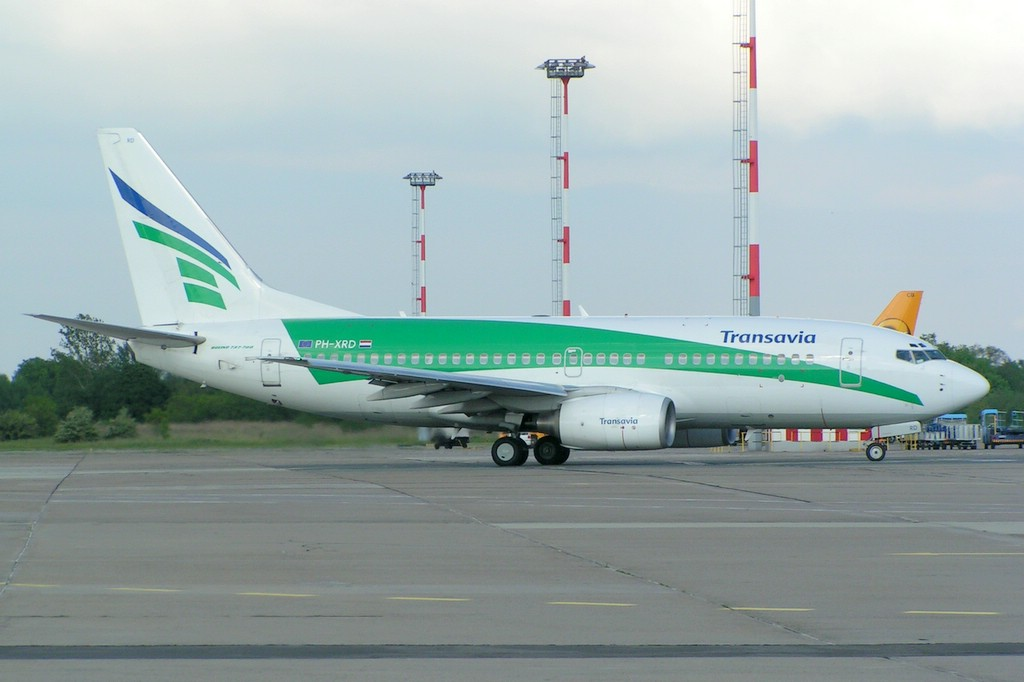
transavia.com Boeing 737 med de gamla färgerna

Transavias flotta består av följande flygplan, i mars 2007